# Stevo Rauš
Stevo Rauš, bosansko-hercegovski general, * 23. oktober 1916, † 1. avgust 1998.

## Življenjepis
Rauš, po poklicu kmet, se je leta 1941 pridružil v NOVJ in KPJ. Med vojno je bil poveljnik bataljona, namestnik poveljnika in poveljnik 1. krajiške brigade, namestnik poveljnika 4. divizije, poveljnik 24. divizije,...
Po vojni je bil poveljnik divizije in korpusa, pomočnik poveljnika za zaledje armade, namestnik Glavnega inšpektorja JLA,...